# Tlalnepantla de Baz
Tlalnepantla de Baz – gmina w środkowym Meksyku, w stanie Meksyk, na północ od miasta Meksyk. Jej powierzchnia wynosi 83,7 km². W 2020 roku zamieszkana przez 672 202 osoby.
Ośrodkiem administracyjnym i największą miejscowością gminy jest Tlalnepantla (658 907 mieszkańców). Kolejną największą miejscowością jest Puerto Escondido (13 030 mieszkańców).
Gmina składa się z dwóch obszarów, które nie są ze sobą połączone: zona oriental (na wschodzie) o powierzchni 21,68 km² i zona poniente (na zachodzie) o powierzchni 62,02 km².